# Cikembulan (Kadungora)
Cikembulan is een bestuurslaag in het regentschap Garut van de provincie West-Java, Indonesië. Cikembulan telt 4265 inwoners (volkstelling 2010).